# Discolocrinus
Discolocrinus is een geslacht van haarsterren uit de familie Bathycrinidae.

## Soorten
- Discolocrinus iselini Mironov & Pawson, 2014
- Discolocrinus thieli Mironov, 2008